# 467

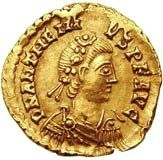
Keizer Anthemius (r. 467-472)

Het jaar 467 is het 67e jaar in de 5e eeuw volgens de christelijke jaartelling.

## Gebeurtenissen

### Klein-Azië
- 12 april - Keizer Leo I benoemt met steun van paus Hilarius zijn generaal Anthemius tot keizer van het West-Romeinse Rijk. Hij sluit een bondgenootschap met Ricimer en maakt plannen voor een strafexpeditie naar Noord-Afrika.

### Europa
- Vandaalse oorlog (461-468): Koning Geiserik bedreigt met zijn piratenvloot de Romeinse aanvoerroutes in de Middellandse Zee. De Vandalen voeren een plunderveldtocht in Illyricum, de Peloponnesos en Griekenland.

### Italië
- Anthemius beloont Sidonius Apollinaris voor een lofrede die hij voor hem geschreven heeft. Hij krijgt de functie van stadscommandant (praefectus urbi) en is verantwoordelijk voor de civiele bescherming van Rome.
- Ioannes Puseus wordt door de Senaat gekozen tot consul van het West-Romeinse Rijk.

### India
- Koning Skanda-Gupta overlijdt na een regeringsperiode van 12 jaar en wordt opgevolgd door zijn halfbroer Budha-Gupta. Het Gupta Rijk raakt in verval door invallen van de Hunnen.

## Geboren
- Cerdic, Angelsaksische koning van Wessex (waarschijnlijke datum)
- Leo II, keizer van het Oost-Romeinse Rijk (waarschijnlijke datum)
- Xiao Wendi, keizer van de Noordelijke Wei-Dynastie (waarschijnlijke datum)